# إيكرانوبلاين

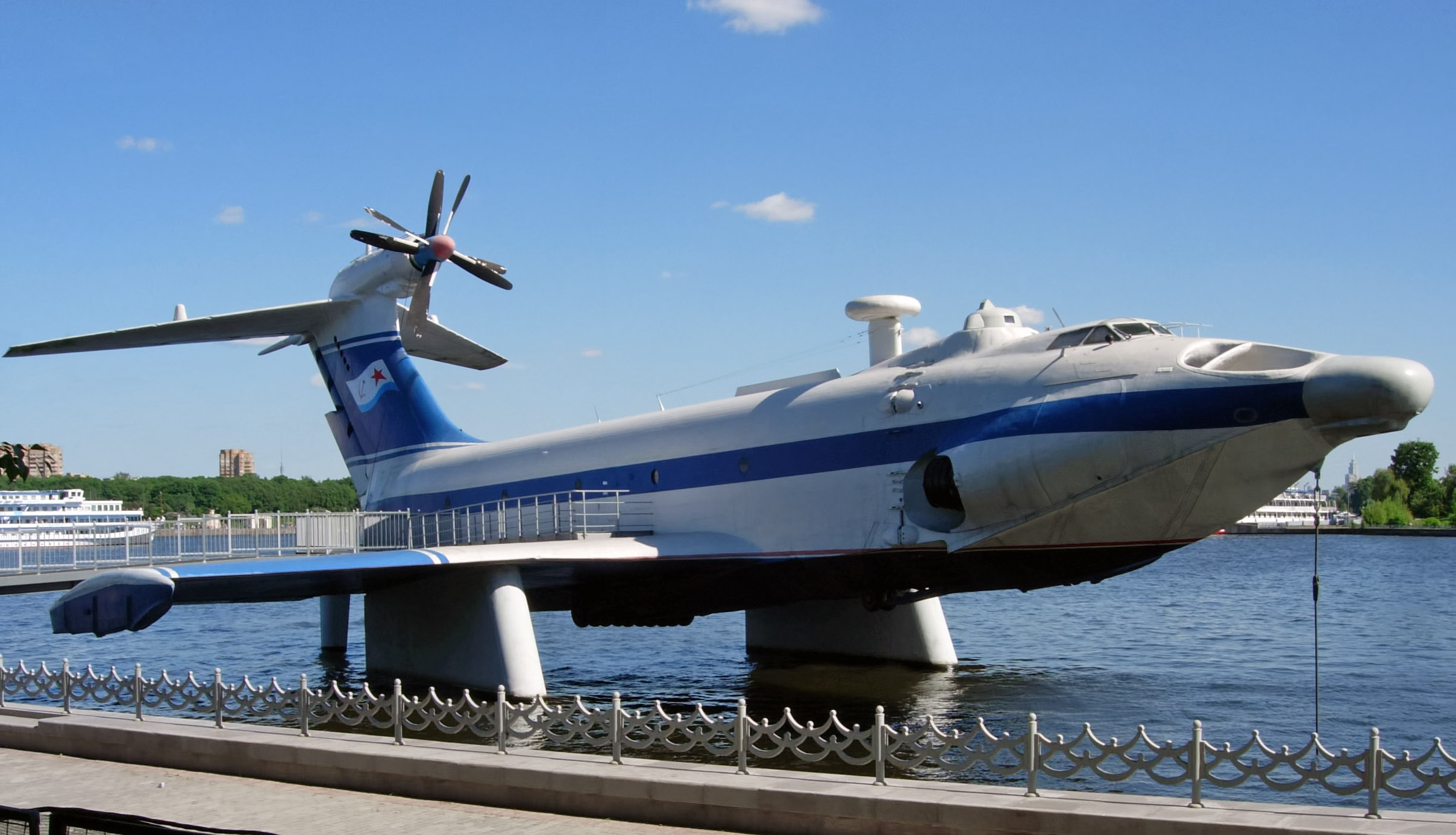
صورة لطائرة A-90 السوفيتية في متحف في العاصمة الروسية موسكو

إيكرانوبلاين (بالروسية: Экраноплан) بجمع كلمتي Экран وплан من كلمة аэроплан وكما صنفت في الوثائق السوفيتية Судно на воздушной подушке والتي تعني حرفيًّا سفينة على الهواء الديناميكي. تعتمد على فكرة بسيطة وهي جعل المحركات في مقدمة السفينة (أو الطائرة) وتوجيهها لأسفل بعض الشئ مما يجعل الهواء يندفع تحت الأجنحة وبال (Bernoulli phenomenon) ترتفع الإيكرانوبلاين فوق سطح الماء. مما يمكنها من أن تصل إلى سرعات 20 ضعف أي سفينة لحوالى 550كم/س.

## تاريخها
تحدث خروتشوف في الأمم المتحدة مهددا العالم الغربى «لدينا سفن تستطيع القفز فوق الكبارى» وكان خروتشوف طموحا لإثبات نجاح الشيوعية. ومن أجل إثبات نجاح النظرية كان يعمل على أن يكون للإتحاد السوفيتى السبق العلمى على الغرب ومن أجل هذا قام بتخفيف الكثير من القيود التي فرضها ستالين وخصوصا على العلماء والمبدعين وأصحاب الأفكار البراقة وكان من ضمن هؤلاء العلماء شاب صغير اسمه روزيتسلاف ألكسييف الذي اخترع الإيكرانوبلاين.

## اكتشاف الغرب للإيكرانوبلاين
في عام 1967 التقطت إحدى أقمار التجسس فوق الاتحاد السوفيتى صورة غريبة حار الأمريكان في فهمها. صورة من مرفأ قديم لبناء الغواصات لطائرة غريبة وضخمة بشكل مريب وغير مكتملة!! وتسائلوا ما الذي أتى بطائرة غير مكتملة في مرفأ لبناء الغواصات وما الذي يفعله هؤلاء السوفيت المجانين؟؟؟ وإتفق الأمريكان على تسمية هذا الشئ المريب بوحش قزوين أو البطة.

## النظرية العلمية
كان ألكسييف شاب صغير مغرم ببناء السفن وكان شغوفا بجعل السفن أسرع ولكن هناك مشكلة فمقاومة الماء تجعل السفن بطيئة مهما كانت قوة المحركات الدافعة. لذا فلابد من اختراع وسيلة ما تجعل السفن لا تحتك بالماء وكان الحل الإيكرانوبلاين!!
تعنى الإيكرانوبلاين بالروسية السفينة الطائرة وهي تعتمد على فكرة بسيطة وعبقرية وهي جعل المحركات في مقدمة السفينة (أو الطائرة) وتوجيهها لأسفل بعض الشئ مما يجعل الهواء يندفع تحت الأجنحة وبال (Bernoulli phenomenon) ترتفع الإيكرانوبلاين فوق سطح الماء مما يمكنها من أن تصل إلى سرعات 20 ضعف أي سفينة لحوالى 550كم/س.

## الاستخدام الفعلي ودخول الخدمة
كان الغرض من هذا الوحش هو الدعم اللوجيستى السريع للقوات على الأرض فلقد كان وزنها 540طن وتستطيع حمل 100 طن من الأفراد والمعدات وهذه بطبيعة الحال أكبر من أي أرقام لأى طائرات في هذا الزمان وفيما بعد قاموا بتزويدها بستة منصات لإطلاق الصواريخ النووية.

## الخدمة الفعلية
حتى عام 1999 في البحرية الروسية.
وتستخدم في
- - الدعم اللوجيستى السريع للقوات على الأرض.
  - منصة لإطلاق الصواريخ النووية.

## المواصفات
- الطول: 73.8 متر.
- الارتفاع: 19.2 متر.
- السرعة:
  - في وضع الطيران: 450 - 550 كيلو متر في الساعة (كلم) = 243-297 عقدة.
  - في وضع الإبحار (مثل باقي السفن): 20- 100 كلم =10.8-54 عقدة.
- المدى:
  - في وضع الطيران: 3000 كلم = 1620 ميل بحري.
  - في وضع الإبحار: 400 كلم =216 ميل بحري.
- حدود الإبحار: 5 أيام.
- المحركات: ثماني محركات توزيعها أربعة لكل من الجهتين في مقدمة المركب.
- نوعها: NK-87 turbofans